# Tower (Salyuの曲)
「Tower」（タワー）は、Salyuの6枚目のシングルである。2006年4月5日発売。発売元はトイズファクトリー。

## 概要
- 一青窈が作詞として発表曲初参加
- PV監督は番場秀一で、その中で東京タワーが取り上げられている。

## 収録曲
1. Tower（4:56） 
作詞：一青窈、作曲：小林武史
2. マハラジャの夜（5:37）
作詞：依布サラサ、作曲：小林武史

## 収録アルバム
- 『TERMINAL』 (#1)
- 『Merkmal』 (#1)

## タイアップ
- 「Tower」：チョーヤ梅酒「ウメッシュ」CMソング